# 明徳村
明徳村（めいとくむら）は、愛知県愛知郡にあった村。現在の名古屋市中川区・港区の一部にあたる。江戸時代に開拓された新田地帯。

## 地理
庄内川の下流左岸に位置していた。

## 歴史
- 1889年（明治22年）10月1日、町村制の施行により、愛知郡当知新田、熱田新田西組、土古山新田が合併して村制施行し、明徳村が発足[1][2]。旧村名を継承した熱田新田西組、当知新田、土古山新田の3大字を編成[2]。
- 1891年（明治24年）濃尾地震で家屋23戸が全壊した[2]。
- 1906年（明治39年）5月10日、愛知郡寛政村、宝田村と合併し、小碓村を新設して廃止された[1][2]。合併後、小碓村大字熱田新田西組・当知新田・土古山新田となる[2]。

## 産業
- 農業[2]

## 教育
- 1892年（明治25年）明徳尋常小学校開校[2]